# Microcerotermes gracilis
Microcerotermes gracilis är en termitart som beskrevs av Light 1933. Microcerotermes gracilis ingår i släktet Microcerotermes och familjen Termitidae. Inga underarter finns listade i Catalogue of Life.